# 吳樹萱

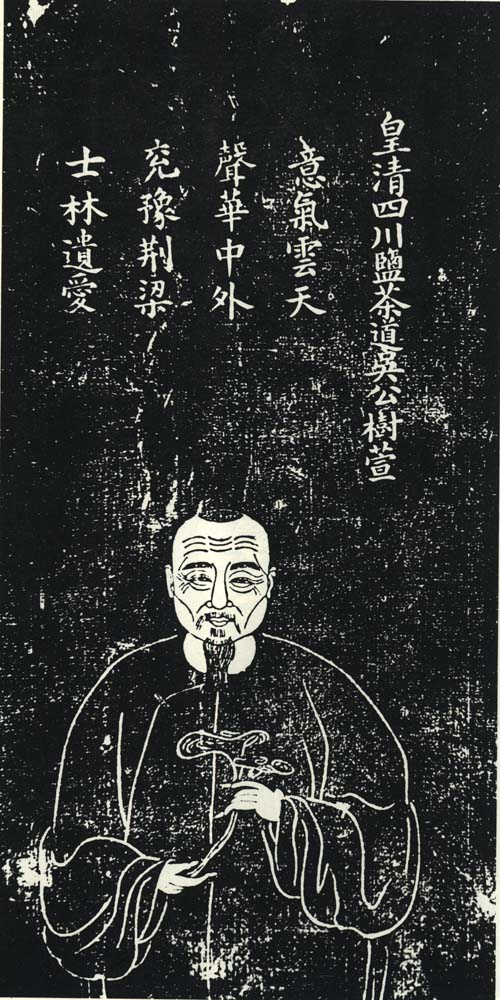
吴树萱石刻像刻于清同治十二年，为《沧浪亭五百名贤像》之一。

吳樹萱（1746年—1797年），字少甫，號壽庭，江蘇蘇州府吳縣人，清朝政治人物。

## 生平
乾隆四十五年（1780年）庚子恩科二甲第二十三名進士。選翰林院庶吉士，歷任內閣中書、吏部員外郎、禮部郎中、四川學政、四川鹽茶道。
善篆刻，《續印人傳》有傳。